# Properțiu
Properțiu sau Propertius (Sextus Aurelius Propertius Carus) (n. c. 47 î.e.n. Umbria - d. c. 15 î.e.n., Roma) a fost un poet elegiac latin. Admirator al poeziei alexandrine (mai ales Calimah și Filetas) ale cărei procedee le utilizează amplu în opera sa. Este exponentul unei poezii viguroase, dinamice, care transmite toată gama unei pasiuni arzătoare.